# 史密夫號驅逐艦 (DD-17)
史密夫號驅逐艦（舷號DD-17）是一艘隸屬於美國海軍的驅逐艦，為史密夫級驅逐艦的首艦。她是美軍第一艘以史密夫為名的軍艦，以紀念美國內戰時陣亡的合眾國海軍軍官約瑟·史密夫（Joseph B. Smith）。
史密夫號在1908年於費城的克雷普父子造船廠開始建造，在1909年下水服役。接著史密夫號一直留在大西洋執勤，並在第一次世界大戰爆發後於波士頓附近警備。美國參戰後，史密夫號被派往法國海域掩護協約國商船。戰後史密夫號在1919年退役除籍，並在1921年出售拆解。